# Kontikal, Bilgi
Kontikal là một làng thuộc tehsil Bilgi, huyện Bagalkot, bang Karnataka, Ấn Độ.